# Francis P. Duffy
Francis Patrick Duffy (Cobourg, Ontario, Canadá, 2 de mayo de 1871 - Nueva York, Estados Unidos, 27 de junio de 1932) fue un sacerdote católico y capellán castrense estadounidense. Como capellán del 165.º Regimiento de Infantería, conocido como «Fighting 69th», se convirtió en el clérigo más condecorado en la historia del ejército estadounidense. Duffy Square, la mitad norte de Times Square, se llama así en su honor.

## Juventud y formación
Nacido en Canadá en el seno de una familia de origen irlandés, Duffy emigró muy joven a Nueva York, donde trabajó como maestro. Ordenado sacerdote de la archidiócesis de Nueva York el 6 de septiembre de 1896, asistió a la Universidad Católica de América, donde obtuvo el doctorado en 1905.
Tras la ordenación continuó su labor como profesor universitario y mentor de numerosos estudiantes, que combinó con el trabajo como editor del New York Review, una publicación académica católica de talante progresista y pionera en algunas tendencias teológicas, como la exégesis bíblica. Algunos de los artículos publicados fueron considerados controvertidos y el arzobispo de Nueva York, Michael Augustine Corrigan, reasignó a todos los profesores de la Universidad a nuevos puestos, correspondiéndole a Duffy la parroquia de Nuestro Salvador en el Bronx.
Durante este período, Duffy creó un sistema combinado de parroquia y escuela, además de una escuela católica de verano, un campamento de verano para jóvenes. También fue nombrado capellán castrense del 69.º Regimiento de Nueva York, que fue reclutado por primera vez durante la guerra Hispano-Estadounidense de 1898.

## Capellán castrense

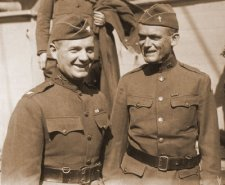
El padre Duffy (a la derecha) con el coronel Donovan a la vuelta de Francia.

Siendo ya bien conocido en círculos teológicos, Duffy ganó mayor fama por su participación como capellán castrense durante la Primera Guerra Mundial, cuando el 69o Regimiento de Nueva York («The fighting 69th») fue reunido de nuevo y renombrado como 165.º Regimiento de infantería de Estados Unidos. Cuando la unidad se trasladó al frente de guerra en Francia, Duffy acompañó a los enfermeros en la recuperación de los heridos y fue visto con frecuencia en el campo de batalla. Gozó del reconocimiento del comandante del regimiento, el entonces teniente coronel William «Wild Bill» Donovan – que fundaría la OSS en la Segunda Guerra Mundial–, que le consideraba un elemento clave en la moral de los soldados. El regimiento estaba compuesto principalmente por inmigrantes irlandeses de primera y segunda generación de Nueva York, muchos de los cuales escribieron más tarde sobre el liderazgo de Duffy. El general de brigada Douglas MacArthur escribió más tarde que Duffy fue considerado para el puesto de comandante del regimiento.
Por sus acciones en la guerra, Duffy fue galardonado con la Cruz por Servicio Distinguido y la Medalla al Servicio Distinguido, la Cruz de Servicio Conspicuo, la Legión de honor (Francia) y la Croix de guerre. El padre Duffy es el clérigo más condecorado de la historia del ejército estadounidense.
Después de la guerra escribió sus memorias, Father Duffy's Story, que surgió de un manuscrito originalmente iniciado por Joyce Kilmer, el poeta y converso al catolicismo que se unió al regimiento y se había convertido en un amigo cercano a Duffy. Cuando Kilmer fue asesinado en Francia, estaba trabajando en una historia de la participación del regimiento en la guerra, que Duffy tuvo intención de continuar, pero finalmente prevalecieron sus propios recuerdos.

## Iglesia de la Santa Cruz

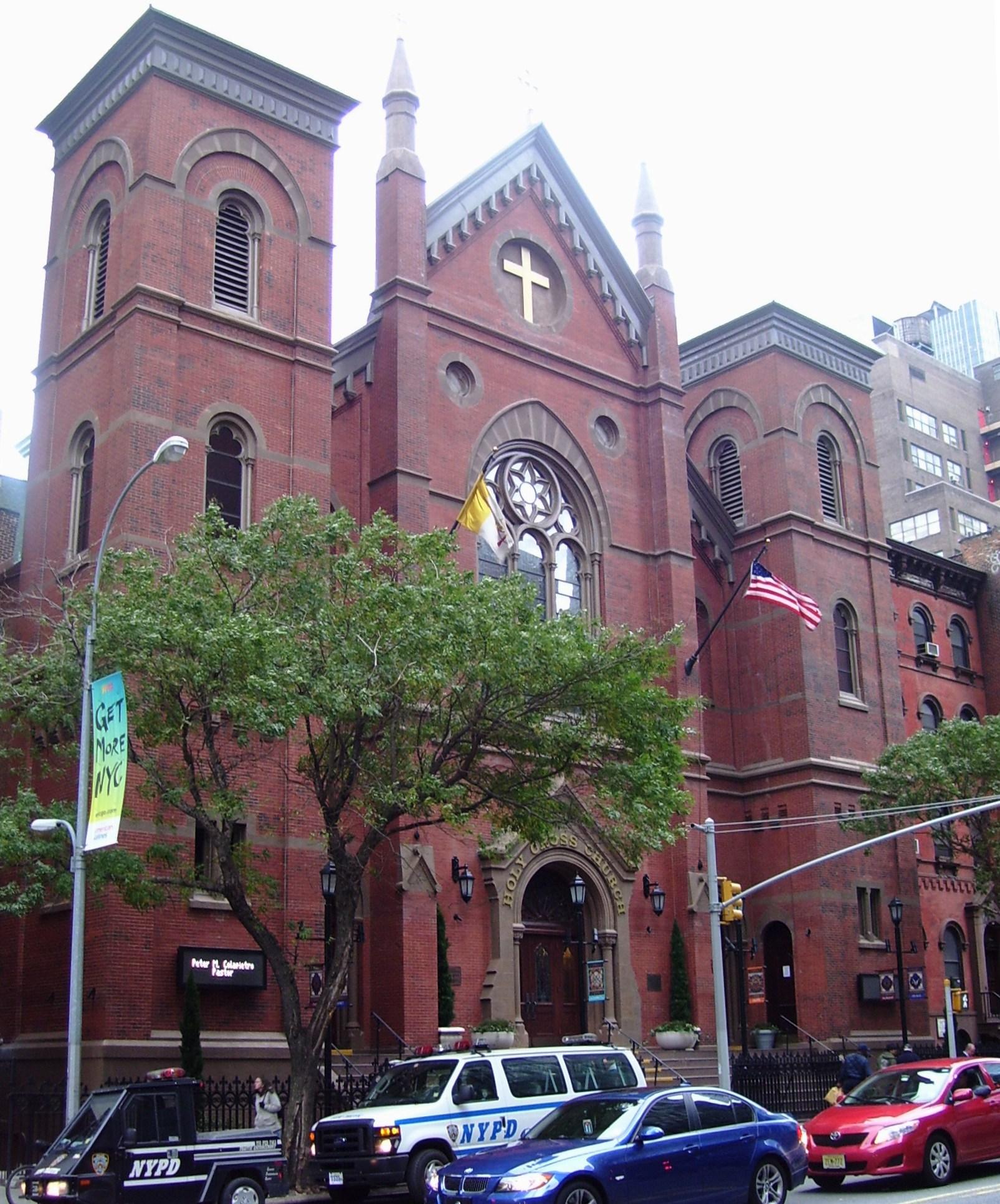
Iglesia de la Santa Cruz en la Calle 42 de Manhattan.

Tras la guerra, Duffy sirvió como párroco de la Iglesia de Santa Cruz en Hell's Kitchen, cerca de Times Square, hasta su muerte. Durante su estancia allí, tuvo una última oportunidad de hacer una contribución al pensamiento católico: en 1927, durante la campaña de Al Smith a la Presidencia de los Estados Unidos, el  Atlantic Monthly  publicó una carta de Charles Marshall, un abogado protestante, que cuestionó si un católico podría servir como un Presidente leal, puesto que tendría que poner a la nación y la Constitución antes de su lealtad al Papa, un pensamiento común en Estados Unidos entre los ambientes anticatólicos.
Smith tuvo la oportunidad de responder: su artículo, que fue escrito en realidad por Duffy, se convirtió en un clásico intelectual del patriotismo católico estadounidense. En él, el sacerdote insinúa nociones de libertad religiosa y de conciencia que no se precisarían en la propia Iglesia católica hasta la Declaración sobre la libertad religiosa del Concilio Vaticano II  en la década de 1960.

## Fallecimiento y legado
Duffy murió el 27 de junio de 1932, en la ciudad de Nueva York. La mayoría de los periódicos neoyorquinos recogieron su obituario.
El padre Duffy fue homenajeado nombrando con su nombre Duffy Square, que se encuentra en el triángulo norte de Times Square entre las calles 45 y 47 en Manhattan, Nueva York. Un monumento, que se encuentra delante de las cabinas TKTS, retrata a Duffy de pie frente a una cruz celta.
En la película de la década de 1940 The Fighting 69th, el padre Duffy fue interpretado por Pat O'Brien.